# Anguilla vid världsmästerskapen i friidrott 2009
Anguilla deltog vid Världsmästerskapen i friidrott 2009 i Berlin.

## Deltagare

### Herrar
| Gren  | Namn        |
| 100 m | Denvil Ruan |

### Damer
| Gren      | Namn          |
| Längdhopp | Shara Proctor |